# Пожарки
По́жарки — село в Україні, у Луцькому районі Волинської області. Входить до складу Рожищенської міської громади. Населення становить 700 осіб.

## Географія
Село розташоване на лівому березі річки Лютиця.

## Історія
У 1906 році село Рожиської волості Луцького повіту Волинської губернії. Відстань від повітового міста 31 верст, від волості 8. Дворів 83, мешканців 526.
12 червня 2020 року, згідно з розпорядженням Кабінету Міністрів України  № 708-р, село увійшло до складу Рожищенської міської громади.
19 липня 2020 року, в результаті адміністративно-територіальної реформи та ліквідації Рожищенського району, село увійшло до складу новоутвореного Луцького району.

## Населення
Згідно з переписом УРСР 1989 року чисельність наявного населення села становила 733 особи, з яких 348 чоловіків та 385 жінок.
За переписом населення України 2001 року в селі мешкало 706 осіб.

### Мова
Розподіл населення за рідною мовою за даними перепису 2001 року:
| Мова       | Відсоток |
| ---------- | -------- |
| українська | 99,15 %  |
| російська  | 0,71 %   |
| білоруська | 0,14 %   |

## Культура

### Релігія
Адвентисти сьомого дня - громада нараховує 102 вірянина.

## Постаті
Уродженцем села є Філіпчук Ігор Ярославович (1982—2014) — солдат батальйону «Айдар», учасник російсько-української війни.